# 呂程
呂程（？—？），字宗洛，號南川，浙江嘉興府秀水縣人，民籍，明朝政治人物。

## 生平
嘉靖二十二年（1543年）癸卯科應天府鄉試第八十八名舉人。嘉靖三十二年（1553年）中式癸丑科會試第二百三十六名，三甲第九名進士。吏部观政，授懷慶府推官，到任未两月，棄官歸，授徒終老。時稱“南川先生”。

## 家族
曾祖呂原，翰林院學士 贈禮部右侍郎 諡文懿；祖父呂㦂，南京太常寺卿；父呂交，母毛氏。兄吕科（举人）、吕秩（生员）、弟吕稷（生员）、吕穆（同榜進士）、吕秸。